# 徳島市公安条例事件
徳島市公安条例事件（とくしましこうあんじょうれいじけん）とは、当時の道路交通法において道路使用許可の条件についての違反の罰則が3月以下の懲役又は3万円以下の罰金に処する旨の罰則を定めていたのに対し、集団行進及び集団示威運動に関する条例（昭和27年徳島市条例第3号）（以下、「徳島市公安条例」という）における、条例違反における罰則が1年以下の懲役若しくは禁錮又は5万円以下の罰金に処するとされており、法律より条例のほうが重い罰則が定められていることから、このような条例が許されるのかや同条例の文言の明確性について争われた事件であり、特に、法律と条例制定権の範囲について示した判例として著名である。
ただし、事件については同一被告人に対して2件存在し、刑集に掲載されていない同日に言い渡されたもう一つの判決は昭和46年（あ）第1176号は、判例時報787号42頁・判例タイムズ327号143頁に掲載されている。

## 事案の概要
「被告人は、日本労働組合総評議会の専従職員兼徳島県反戦青年委員会の幹事であるところ、1968年12月10日県反戦青年委員会主催の『Ｂ52、松茂・和田島基地撤去、騒乱罪粉砕、安保推進内閣打倒』を表明する徳島市藍場浜公園から同市新町橋通り、東新町、籠屋町、銀座通り、東新町、元町を経て徳島駅に至る集団示威行進に青年、学生約300名と共に参加したが、右集団行進の先頭集団数十名が、同日午後6時35分ころから同6時39分ころまでの間、同市元町二丁目藍場浜公園南東入口から出発し、新町橋西側車道上を経て同市新町橋通り一丁目22番地豊栄堂小間物店前付近に至る車道上において、だ行進を行い交通秩序の維持に反する行為をした際、自らもだ行進をしたり、先頭列外付近に位置して所携の笛を吹きあるいは両手を上げて前後に振り、集団行進者にだ行進をさせるよう刺激を与え、もつて集団行進者が交通秩序の維持に反する行為をするようにせん動し、かつ、右集団示威行進に対し所轄警察署長の与えた道路使用許可には『だ行進をするなど交通秩序を乱すおそれがある行為をしないこと』の条件が付されていたにもかかわらず、これに違反したものである。」というのであり、このうち被告人が「自らもだ行進をした」点が道路交通法77条3項、119条1項13号に該当し、被告人が「集団行進者にだ行進をさせるよう刺激を与え、もって集団行進者が交通秩序の維持に反する行為をするようにせん動した」点が「集団行進及び集団示威運動に関する条例」（昭和27年1月24日徳島市条例第3号）3条3号、5条に該当するとして、起訴されたものである。
第1審の徳島地裁は、道路交通法違反の点について被告人を有罪としたが、徳島市公安条例違反の点については無罪とした。その理由は、道路交通法77条は、表現の自由として憲法21条に保障されている集団行進等の集団行動をも含めて規制の対象としていると解され、集団行動についても道路交通法77条1項4号に該当するものとして都道府県公安委員会が定めた場合には、同条3項により所轄警察署長が道路使用許可条件を付しうるものとされているから、この道路使用許可条件と本条例3条3号の「交通秩序を維持すること」の関係が問題となるが、条例は「法令に違反しない限りにおいて」、すなわち国の法令と競合しない限度で制定しうるものであつて、もし条例が法令に違反するときは、その形式的効力がないのであるから、本条例3条3号の「交通秩序を維持すること」は道路交通法77条3項の道路使用許可条件の対象とされるものを除く行為を対象とするものと解さなければならないところ、いかなる行為がこれに該当するかが明確でなく、結局、本条例3条3号の規定は、一般的、抽象的、多義的であつて、これに合理的な限定解釈を加えることは困難であり、右規定は、本条例5条によつて処罰されるべき犯罪構成要件の内容として合理的解釈によつて確定できる程度の明確性を備えているといえず、罪刑法定主義の原則に背き憲法31条の趣旨に反するとした。
控訴審の高松高裁も、本条例3条3号の規定が刑罰法令の内容となるに足る明白性を欠き、罪刑法定主義の原則に背き憲法31条に違反するとした第一審判決の判断に過誤はないとして、検察官の控訴を棄却した。
これに対して、検察官が上告したのが本件である。

## 判旨

### 徳島市公安条例3条3号、5条と道路交通法77条、119条1項13号との関係について
道路交通法は、道路における危険を防止し、その他交通の安全と円滑を図ること等、道路交通秩序の維持を目的として制定されたものである。
これに対し徳島市公安条例が対象とする集団行動は、表現の自由として憲法上保障されるべき要素を有するのであるが、単なる言論、出版等によるものと異なり、多数人の身体的行動を伴うものであって、多数人の集合体の力、つまり潜在する一種の物理的力によつて支持されていることを特徴とし、したがって、それが秩序正しく平穏に行われない場合にこれを放置するときは、地域住民又は潜在者の利益を害するばかりでなく、地域の平穏をさえ害するに至るおそれがあるから、本条例は、このような不測の事態にあらかじめ備え、かつ、集団行動を行う者の利益とこれに対立する社会的諸利益との調和を図るため、集団行進等につき事前の届出を必要とするとともに、集団行進等を行う者が遵守すべき事項を定め、遵守事項に違反した集団行進等の主催者、指導者又はせん動者に対し罰則を定め、もつて地方公共の安寧と秩序の維持を図つているのである。
このように、道路交通法は道路交通秩序の維持を目的とするのに対し、徳島市公安条例は道路交通秩序の維持にとどまらず、地方公共の安寧と秩序の維持という、より広はん、かつ、総合的な目的を有するのであるから、両者はその規制の目的を全く同じくするものとはいえないのである。
ところで、地方自治法14条1項は、普通地方公共団体は法令に違反しない限りにおいて同法2条2項の事務に関し条例を制定することができる、と規定しているから、普通地方公共団体の制定する条例が国の法令に違反する場合には効力を有しないことは明らかであるが、条例が国の法令に違反するかどうかは、両者の対象事項と規定文言を対比するのみでなく、それぞれの趣旨、目的、内容及び効果を比較し、両者の間に矛盾牴触があるかどうかによつてこれを決しなければならない。例えば、ある事項について国の法令中にこれを規律する明文の規定がない場合でも、当該法令全体からみて、右規定の欠如が特に当該事項についていかなる規制をも施すことなく放置すべきものとする趣旨であると解されるときは、これについて規律を設ける条例の規定は国の法令に違反することとなりうるし、逆に、特定事項についてこれを規律する国の法令と条例とが併存する場合でも、後者が前者とは別の目的に基づく規律を意図するものであり、その適用によつて前者の規定の意図する目的と効果をなんら阻害することがないときや、両者が同一の目的に出たものであつても、国の法令が必ずしもその規定によつて全国的に一律に同一内容の規制を施す趣旨ではなく、それぞれの普通地方公共団体において、その地方の実情に応じて、別段の規制を施すことを容認する趣旨であると解されるときは、国の法令と条例との間にはなんらの矛盾牴触はなく、条例が国の法令に違反する問題は生じえないのである。
これを道路交通法77条及びこれに基づく徳島県道路交通施行細則と本条例についてみると、徳島市内の道路における集団行進等について、道路交通秩序維持のための行為規制を施している部分に関する限りは、両者の規律が併存競合していることは、これを否定することができない。しかしながら、道路交通法77条1項4号は、同号に定める通行の形態又は方法による道路の特別使用行為等を警察署長の許可によつて個別的に解除されるべき一般的禁止事項とするかどうかにつき、各公安委員会が当該普通地方公共団体における道路又は交通の状況に応じてその裁量により決定するところにゆだね、これを全国的に一律に定めることを避けているのであつて、このような態度から推すときは、右規定は、その対象となる道路の特別使用行為等につき、各普通地方公共団体が、条例により地方公共の安寧と秩序の維持のための規制を施すにあたり、その一環として、これらの行為に対し、道路交通法による規制とは別個に、交通秩序の維持の見地から一定の規制を施すこと自体を排斥する趣旨まで含むものとは考えられず、各公安委員会は、このような規制を施した条例が存在する場合には、これを勘案して、右の行為に対し道路交通法の前記規定に基づく規制を施すかどうか、また、いかなる内容の規制を施すかを決定することができるものと解するのが、相当である。そうすると、道路における集団行進等に対する道路交通秩序維持のための具体的規制が、道路交通法77条及びこれに基づく公安委員会規則と条例の双方において重複して施されている場合においても、両者の内容に矛盾牴触するところがなく、条例における重複規制がそれ自体としての特別の意義と効果を有し、かつ、その合理性が肯定される場合には、道路交通法による規制は、このような条例による規制を否定、排除する趣旨ではなく、条例の規制の及ばない範囲においてのみ適用される趣旨のものと解するのが相当であり、したがつて、右条例をもつて道路交通法に違反するものとすることはできない。
ところで、本条例は、さきにも述べたように、道路交通法等による規制とその目的及び対象において一部共通するものがあるにせよ、これとは別個に、それ自体として独自の目的と意義を有し、それなりにその合理性を肯定することができるものである。もっとも、本条例5条は、3条の規定に違反する集団行進等の主催者、指導者又はせん動者に対して1年以下の懲役若しくは禁錮又は5万円以下の罰金を科するものとしているのであつて、これを道路交通法119条1項13号において同法77条3項により警察署長が付した許可条件に違反した者に対して3月以下の懲役又は3万円以下の罰金を科するものとしているのと対比するときは、同じ道路交通秩序維持のための禁止違反に対する法定刑に相違があり、道路交通法所定の刑種以外の刑又はより重い懲役や罰金の刑をもつて処罰されることとなつているから、この点において本条例は同法に違反するものではないかという疑問が出されるかもしれない。しかしながら、道路交通法の右罰則は、同法七七条所定の規制の実効性を担保するために、一般的に同条の定める道路の特別使用行為等についてどの程度に違反が生ずる可能性があるか、また、その違反が道路交通の安全をどの程度に侵害する危険があるか等を考慮して定められたものであるのに対し、本条例の右罰則は、集団行進等という特殊な性格の行動が帯有するさまざまな地方公共の安寧と秩序の侵害の可能性及び予想される侵害の性質、程度等を総体的に考慮し、殊に道路における交通の安全との関係では、集団行進等が、単に交通の安全を侵害するばかりでなく、場合によつては、地域の平穏を乱すおそれすらあることをも考慮して、その内容を定めたものと考えられる。そうすると、右罰則が法定刑として道路交通法には定めのない禁錮刑をも規定し、また懲役や罰金の刑の上限を同法より重く定めていても、それ自体としては合理性を有するものということができるのである。そして、前述のとおり条例によつて集団行進等について別個の規制を行うことを容認しているものと解される道路交通法が、右条例においてその規制を実効あらしめるための合理的な特別の罰則を定めることを否定する趣旨を含んでいるとは考えられないところであるから、本条例五条の規定が法定刑の点で同法に違反して無効であるとすることはできない。
以上のとおり、本条例3条3号、5条の規定は、道路交通法77条1項4号、4項、119条1項13号、徳島県道路交通施行細則11条3号に違反するものということはできないから、本条例3条3号に定める遵守事項の内容についても、道路交通法との関係からこれに限定を加えて解釈する必要はないというべきである。

### 徳島市公安条例3条3号、5条の犯罪構成要件としての明確性について
本条例3条3号の「交通秩序を維持すること」という規定が犯罪構成要件の内容をなすものとして明確であるかどうかを検討する。
上記規定は、その文言だけからすれば、単に抽象的に交通秩序を維持すべきことを命じているだけで、いかなる作為、不作為を命じているのかその義務内容が具体的に明らかにされていない。全国のいわゆる公安条例の多くにおいては、集団行進等に対して許可制をとりその許可にあたつて交通秩序維持に関する事項についての条件の中で遵守すべき義務内容を具体的に特定する方法がとられており、また、本条例のように条例自体の中で遵守義務を定めている場合でも、交通秩序を侵害するおそれのある行為の典型的なものをできるかぎり列挙例示することによつてその義務内容の明確化を図ることが十分可能であるにもかかわらず、本条例がその点についてなんらの考慮を払つていないことは、立法措置として著しく妥当を欠くものがあるといわなければならない。しかしながら、およそ、刑罰法規の定める犯罪構成要件があいまい不明確のゆえに憲法31条に違反し無効であるとされるのは、その規定が通常の判断能力を有する一般人に対して、禁止される行為とそうでない行為とを識別するための基準を示すところがなく、そのため、その適用を受ける国民に対して刑罰の対象となる行為をあらかじめ告知する機能を果たさず、また、その運用がこれを適用する国又は地方公共団体の機関の主観的判断にゆだねられて恣意に流れる等、重大な弊害を生ずるからであると考えられる。

　しかし、一般に法規は、規定の文言の表現力に限界があるばかりでなく、その性質上多かれ少なかれ抽象性を有し、刑罰法規もその例外をなすものではないから、禁止される行為とそうでない行為との識別を可能ならしめる基準といつても、必ずしも常に絶対的なそれを要求することはできず、合理的な判断を必要とする場合があることを免れない。それゆえ、ある刑罰法規があいまい不明確のゆえに憲法三一条に違反するものと認めるべきかどうかは、通常の判断能力を有する一般人の理解において、具体的場合に当該行為がその適用を受けるものかどうかの判断を可能ならしめるような基準が読みとれるかどうかによつてこれを決定すべきである。
そもそも、道路における集団行進等は、多数人が集団となつて継続的に道路の一部を占拠し歩行その他の形態においてこれを使用するものであるから、このような行動が行われない場合における交通秩序を必然的に何程か侵害する可能性を有することを免れないものである。本条例は、集団行進等が表現の一態様として憲法上保障されるべき要素を有することにかんがみ、届出制を採用し、集団行進等の形態が交通秩序に不可避的にもたらす障害が生じても、なおこれを忍ぶべきものとして許容しているのであるから、本条例三条三号の規定が禁止する交通秩序の侵害は、当該集団行進等に不可避的に随伴するものを指すものでないことは，極めて明らかである。ところが、思想表現行為としての集団行進等は、前述のように、これに参加する多数の者が、行進その他の一体的行動によつてその共通の主張、要求、観念等を一般公衆等に強く印象づけるために行うものであり、専らこのような一体的行動によつてこれを示すところにその本質的な意義と価値があるものであるから、これに対して、それが秩序正しく平穏に行われて不必要に地方公共の安寧と秩序を脅かすような行動にわたらないことを要求しても、それは、右のような思想表現行為としての集団行進等の本質的な意義と価値を失わしめ憲法上保障されている表現の自由を不当に制限することにはならないのである。そうすると本条例3条が、集団行進等を行おうとする者が、集団行進等の秩序を保ち、公共の安寧を保持するために守らなければならない事項の一つとして、その3号に「交通秩序を維持すること」を掲げているのは、道路における集団行進等が一般的に秩序正しく平穏に行われる場合にこれに随伴する交通秩序阻害の程度を超えた、殊更な交通秩序の阻害をもたらすような行為を避止すべきことを命じているものと解されるのである。

　そして、通常の判断能力を有する一般人が、具体的場合において、自己がしようとする行為が右条項による禁止に触れるものであるかどうかを判断するにあたつては、その行為が秩序正しく平穏に行われる集団行進等に伴う交通秩序の阻害を生ずるにとどまるものか、あるいは殊更な交通秩序の阻害をもたらすようなものであるかを考えることにより、通常その判断にさほどの困難を感じることはないはずであり、例えば各地における道路上の集団行進等に際して往々みられるだ行進、うず巻行進、すわり込み、道路一杯を占拠するいわゆるフランスデモ等の行為が、秩序正しく平穏な集団行進等に随伴する交通秩序阻害の程度を超えて、殊更な交通秩序の阻害をもたらすような行為にあたるものと容易に想到することができるというべきである。
さらに、前述のように、このような殊更な交通秩序の阻害をもたらすような行為は、思想表現行為としての集団行進等に不可欠な要素ではなく、したがつて、これを禁止しても国民の憲法上の権利の正当な行使を制限することにはならず、また、殊更な交通秩序の阻害をもたらすような行為であるかどうかは、通常さほどの困難なしに判断しうることであるから、本条例3条3号の規定により、国民の憲法上の権利の正当な行使が阻害されるおそれがあるとか、国又は地方公共団体の機関による恣意的な運用を許すおそれがあるとは、ほとんど考えられないのである（なお、記録上あらわれた本条例の運用の実態をみても、本条例3条3号の規定が、国民の憲法上の権利の正当な行使を阻害したとか、国又は地方公共団体の機関の恣意的な運用を許したとかいう弊害を生じた形跡は、全く認められない。）。
このように見てくると、本条例3条3号の規定は、確かにその文言が抽象的であるとのそしりを免れないとはいえ、集団行進等における道路交通の秩序遵守についての基準を読みとることが可能であり、犯罪構成要件の内容をなすものとして明確性を欠き憲法31条に違反するものとはいえない。

### 個別意見
- 小川信雄、坂本吉勝の補足意見
- 岸盛一の補足意見
- 団藤重光の補足意見
- 高辻正己の意見

### 結論
その上で、被告人が徳島市公安条例3条3号、5号に違反するとして、破棄自判し、被告人を罰金1万円に処する判決を言い渡した。

## 本判決の分析・解説

### 条例と法律の関係について
憲法94条は、「地方公共団体は、（中略）法律の範囲内で条例を定めることができる。」と規定し、地方自治法14条1項において「普通地方公共団体は、法令に違反しない限りにおいて第2条第2項の事務に関し、条例を制定することができる。」と規定し、条例が法令の範囲内のなかでのみ定めることができることを規定している。
しかし、いかなる条例が法令の範囲を逸脱しているのか具体的な基準が問題となる。特に、公害問題や建築規制における自治体におけるいわゆる上乗せ条例が建築基準法などとの関係でそうした条例が無効ではないかしばしば問題となる。
この点を判断するに当たり「両者の対象事項と規定文言を対比するのみでなく、それぞれの趣旨、目的、内容及び効果を比較し、両者の間に矛盾牴触があるかどうかによつてこれを決しなければならない。」と最高裁は判示している通り、単に条例が法の規定していない事項を規定していることから直ちに無効になるとか、あるいは、法の規定するより厳しい基準を条例が定めているからといって直ちに無効になるのではなく、問題となる法令と条例の両者の趣旨等に照らして具体的に判断する必要があることを明らかにしており、形式的な条文の比較によって判断すべきではないことを強調している。
その上で、本判決において、最高裁は3つの基準を立てた。
第一に、ある事項について国の法令中にこれを規律する明文の規定がない場合でも、当該法令全体からみて、右規定の欠如が特に当該事項についていかなる規制をも施すことなく放置すべきものとする趣旨であると解されるときは、これについて規律を設ける条例の規定は国の法令に違反することとなりうる。
第二に、特定事項についてこれを規律する国の法令と条例とが併存する場合でも、後者が前者とは別の目的に基づく規律を意図するものであり、その適用によつて前者の規定の意図する目的と効果をなんら阻害することがないときは国の法令と条例との間にはなんらの矛盾牴触はなく、条例が国の法令に違反する問題は生じえない。
第三に、両者が同一の目的に出たものであつても、国の法令が必ずしもその規定によつて全国的に一律に同一内容の規制を施す趣旨ではなく、それぞれの普通地方公共団体において、その地方の実情に応じて、別段の規制を施すことを容認する趣旨であると解されるとき国の法令と条例との間にはなんらの矛盾牴触はなく、条例が国の法令に違反する問題は生じえない。
本件では、第二、第三類型に該当するとされ、徳島市公安条例が道路交通法に違反しないとされた事例である。

### 刑罰法規の明確性と憲法31条
刑罰法規については、罪刑法定主義の見地から、明確性が要求される。その目的として、裁判規範としての面において、刑罰権の恣意的な発動を避止することを趣旨とするとともに、他方、行為規範としての面において、可罰的行為と不可罰的行為との限界を明示することによつて国民に行動の自由を保障することを目的とする。
本件では、「通常の判断能力を有する一般人の理解において、具体的場合に当該行為がその適用を受けるものかどうかの判断を可能ならしめるような基準が読みとれるかどうかによつてこれを決定すべきである。」としているが、同時に徳島市公安条例を限定解釈したうえで、「その行為が秩序正しく平穏に行われる集団行進等に伴う交通秩序の阻害を生ずるにとどまるものか、あるいは殊更な交通秩序の阻害をもたらすようなものであるかを考えること」を前提とした上で通常人が判断できるかどうかを判断している。
このような限定解釈を行ったうえで明確性に欠けることはないという最高裁の判断枠組みについては、萎縮効果の観点から問題視する学説の声も強い（関連判例として、広島市暴走族追放条例事件）。特に表現の自由の保障の観点（前述の行為規範の観点）から、明確性を欠く規制はそれだけで違憲とすべきとの学説もあるし、同判決において高辻裁判官が明確性について多数意見とことなり明確性の要件を満たしているところに疑問を呈している。
なお、最高裁は福岡県青少年条例事件において「淫行」についても、明確性に欠けないと判断するなど、現在まで明確性の要件に欠けるとして違憲判断を下したことはない。

### 条例違反と道交法違反の罪数論
本判決は、重い罪である条例違反の保護法益が軽い罪である道交法違反のそれを包含しているとしつつ、両罪の関係を法条競合ではなく観念的競合としている。この理由付けははっきりしておらず、若干ではあるが議論がある。

## 条文の規定
道路交通法（ただし、当時のもの）

（道路の使用の許可）

第七十七条 　次の各号のいずれかに該当する者は、それぞれ当該各号に掲げる行為について当該行為に係る場所を管轄する警察署長（以下この節において「所轄警察署長」という。）の許可（当該行為に係る場所が同一の公安委員会の管理に属する二以上の警察署長の管轄にわたるときは、そのいずれかの所轄警察署長の許可。以下この節において同じ。）を受けなければならない。
 
一号~三号（略）

四 　前各号に掲げるもののほか、道路において祭礼行事をし、又はロケーシヨンをする等一般交通に著しい影響を及ぼすような通行の形態若しくは方法により道路を使用する行為又は道路に人が集まり一般交通に著しい影響を及ぼすような行為で、公安委員会が、その土地の道路又は交通の状況により、道路における危険を防止し、その他交通の安全と円滑を図るため必要と認めて定めたものをしようとする者

３ 　第一項の規定による許可をする場合において、必要があると認めるときは、所轄警察署長は、当該許可に係る行為が前項第一号に該当する場合を除き、当該許可に道路における危険を防止し、その他交通の安全と円滑を図るため必要な条件を付することができる。 

第百十九条 　次の各号のいずれかに該当する者は、三月以下の懲役又は三万円以下の罰金に処する。 

十三 　第七十七条（道路の使用の許可）第三項の規定により警察署長が付し、又は同条第四項の規定により警察署長が変更し、若しくは付した条件に違反した者 

徳島県道路交通施行細則（当時のもの）

(道路の使用の許可)

第11条　法第77条第1項第4号の規定による署長の許可を受けなければならない行為は、次の各号に掲げるとおりとする。ただし、次の各号の一に該当する場合であつても公職選挙法の定めるところにより選挙運動又は選挙における政治活動として行われるものを除く。

(3)　道路において、祭礼行事、記念行事、式典、競技会、集団行進(遠足、旅行若しくは見学の隊列又は通常の婚礼及び葬儀による行列を除く。)、踊り、仮装行列、パレードその他これらに類する催物をすること。

集団行進及び集団示威運動に関する条例（昭和27年徳島市条例3号）

(遵守事項)

第3条　集団行進又は集団示威運動を行うとする者は、集団行進又は集団示威運動の秩序を保ち、公共の安寧を保持するため、次の事項を守らなければならない。

(3)　交通秩序を維持すること。

(罰則)

第5条　第1条若しくは第3条の規定又は第2条の規定による届出事項に違反して行われた集団行進又は集団示威運動の主催者、指導者又は煽動者はこれを1年以下の懲役若しくは禁錮又は5万円以下の罰金に処する。

## 関連事項
- 公安条例
- 罪刑法定主義
- 日本国憲法第31条
- 日本国憲法第94条